# Cibulkovy seznamy
Cibulkovy seznamy jsou seznamy údajně vedené Státní bezpečností během komunistického režimu v Československu. V roce 1992 je zveřejnil aktivista Petr Cibulka. Nejznámější se stala databáze více než 200 000 jmen, které z různých důvodů evidovala StB. Vzhledem k řadě nepřesností byly seznamy zdrojem zájmu a stovek soudních sporů.
Kromě seznamu osob evidovaných StB vydal Petr Cibulka i seznamy více než 20 000 důstojníků Státní bezpečnosti, členy Politbyra a Ústředního výboru Komunistické strany Československa působící v letech 1945 až 1990, seznam vyznamenaných důstojníků Lidových milicí, důstojníků KGB a GRU působících na území Československa a seznam části komunistických soudců a prokurátorů.
V roce 2002 ministerstvo vnitra vydalo oficiální verzi seznamu spolupracovníků StB dle zákona 107/2002 Sb. Dnes tuto databázi uchovává Archiv bezpečnostních složek. Později byly vydány další verze.
Podle údajů zveřejněných aktivistou Jiřím Vaňkem mu tyto části seznamů předal David Eleder, který po Sametové revoluci pracoval v Občanské komisi ministerstva vnitra a za nevyjasněných okolností se v roce 1992 utopil v Chorvatsku. Později vyšly najevo bližší okolnosti úniku, na kterém se mimo jiné podíleli také Lubor Kohout, člen komise pro vyšetřování událostí 17. listopadu, pozdější poslanec Pavel Žáček a studentský aktivista Stanislav Červinka.
Ihned po zveřejnění se objevila řada evidovaných osob, kteří se Státní bezpečností nikdy nespolupracovali anebo je StB sice kontaktovala, ale spolupráci odmítli. V seznamech se nacházejí i někteří ze sledovaných, včetně matky Petra Cibulky. Na Cibulku tak bylo podáno mnoho trestních oznámení z niž většinu soudních sporů rozhodly soudy ve prospěch žadatelů. Reakce některých z těch, kteří byli v seznamech uvedeni, vyšly v knize Osočení, kde někteří tvrdí, že se do Cibulkových seznamů dostali neprávem, jiní vysvětlují okolnosti vzniku a charakter spolupráce. Seznamy odsoudila řada osobností, mimo jiné i bývalý prezident Václav Havel.